# سیارک ۲۳۵۲۰
سیارک ۲۳۵۲۰ (به انگلیسی: 23520 Ludwigbechstein، نامگذاری:1992SM26) بیست و سه هزار و پانصد و بیستمین سیارک کشف شده‌است که در ۲۳ سپتامبر ۱۹۹۲ کشف شد.
قدر مطلق سیارک برابر ۱۵٫۹۰ است.